# Dacus jubatus
Dacus jubatus är en tvåvingeart som först beskrevs av Munro 1984.  Dacus jubatus ingår i släktet Dacus och familjen borrflugor.
Artens utbredningsområde är Angola. Inga underarter finns listade i Catalogue of Life.